# Richard Heales
Richard Heales (22 de febrero de 1822 - 19 de junio de 1864), político colonial victoriano , fue el cuarto primer ministro de Victoria . 
Heales nació en Londres, el hijo de Richard Heales, un vendedor de hierro.  Fue aprendiz de coachbuilder y emigró a Victoria con su padre en 1842.  Trabajó durante algunos años como obrero antes de establecerse como carretero y coachbuilder en 1847.  A partir de entonces se volvió cada vez más próspero.  Fue un abstemio y un destacado activista de la templanza .  El Temperance Hall en Russell Street fue construido en gran parte debido a sus esfuerzos.
Heales fue elegido para el Ayuntamiento de Melbourne en 1850.  Él renunció en 1852 y regresó a Inglaterra, pero regresó a Melbourne a tiempo para la primera elección celebrada bajo la nueva Constitución de Victoria en septiembre de 1856.  Representó la sede de Melbourne en la Asamblea Legislativa , pero fue derrotado.  Fue elegido miembro de East Bourke en una elección parcial en marzo de 1857.  En octubre de 1859, Heales ganó la sede de East Bourke Boroughs y la mantuvo por el resto de su vida.
En octubre de 1860, Heales fue un destacado crítico de la ley de tierras presentada por el gobierno de William Nicholson .  Cuando el gobierno de Nicholson fue derrotado en noviembre de 1860, Heales se convirtió en primer ministro y primer secretario.   Los curanderos comenzaron a defender su propia política de tierras, pero en junio de 1861 fue derrotado por un voto de confianza.  Obtuvo una disolución y con un fuerte apoyo rural fue devuelto con una mayor mayoría.  En noviembre de 1861, sin embargo, algunos de sus simpatizantes mayores desertaron y él renunció como primer ministro. 
Aunque era un congregacionalista activo, Heales era un opositor a la cláusula de la Constitución victoriana que preveía la financiación estatal para la religión y favorecía un sistema de educación laica unificado.  Tanto los anglicanos como los católicos, por otro lado, favorecían las escuelas religiosas financiadas por el estado.  En 1862, Heales presentó un proyecto de ley que creaba una Junta de Educación única para racionalizar el sistema escolar, que se aprobó con amplio apoyo. 
Cuando John O'Shanassy fue derrotado como Primer Ministro por tercera vez en junio de 1863, Heales fue nombrado Presidente de la Junta de Tierras y Obras y Comisionado de Crown Lands and Surveys en el ministerio de James McCulloch .  Trajo dos nuevos proyectos de ley de tierras durante este tiempo, pero ambos fueron rechazados por el Consejo Legislativo . 
Heales cayó enfermo en 1864, y murió en junio.  Está enterrado en el cementerio general de Melbourne .  Fue sobrevivido por su esposa y ocho hijos. 
La ciudad de Healesville , 52   km al noreste de Melbourne , lleva su nombre.  En 1964, una medalla del Centenario de Healesville fue encargada y entregada a los residentes de la ciudad.  Una imagen de Heales estaba en el frente de la medalla. 